# 岩倉具満
岩倉 具満（いわくら ともみつ）は、江戸時代後期の廷臣。

## 経歴
権大納言・岩倉具集の子として誕生。母は公卿綾小路俊資の娘。官位は従五位下。義理の弟（いずれも年長者だが）に具賢・具慶らがいる。
岩倉家の嫡男であったが、幼くして夭折。そのため今城家から具賢が具満の養子として岩倉家に迎えられたが、具賢もまもなく夭折。最終的には大原家から具慶が具賢の養子として岩倉家を継いだ。その具慶の養子が明治維新の功臣岩倉具視である。